# Deuterophlebia shasta
Deuterophlebia shasta är en tvåvingeart som beskrevs av Wirth 1951. Deuterophlebia shasta ingår i släktet Deuterophlebia och familjen Deuterophlebiidae. Inga underarter finns listade i Catalogue of Life.